# 阿普比城堡

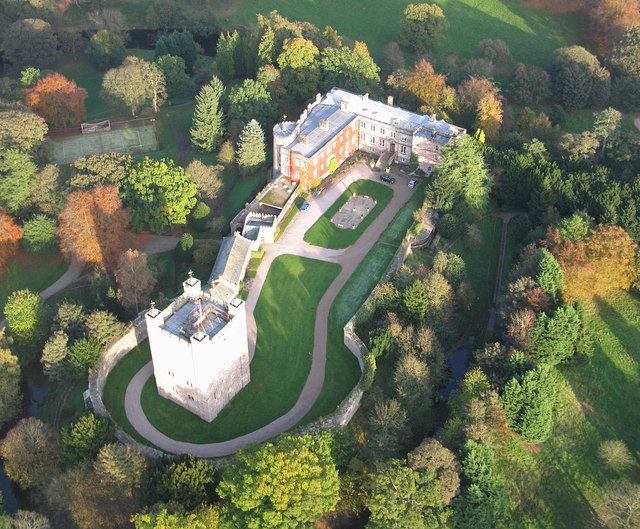

阿普比城堡（Appleby Castle）是位於英格蘭城鎮威斯摩蘭阿普比的一座城堡建築。阿普比城堡建築群包括了一座修建於12世紀的城堡以及一個英國鄉村別墅，建築群被圍牆包圍保護。現在城堡內的凱撒塔和鄉村別墅均被列入英格蘭遺產和英國登錄建築加以保護。

## 外部連結
- Appleby Castle - official website （页面存档备份，存于）
- Other sources about Appleby Castle （页面存档备份，存于）

54°34′27″N 2°29′20″W / 54.57423°N 2.48878°W